# 242830 Richardwessling
242830 Richardwessling è un asteroide della fascia principale. Scoperto nel 2006, presenta un'orbita caratterizzata da un semiasse maggiore pari a 3,0689646 UA e da un'eccentricità di 0,0283535, inclinata di 11,12825° rispetto all'eclittica.
L'asteroide è dedicato allo statunitense Richard J. Wessling, produttore di ottiche per telescopi.